# 北九州市立藤木小学校
北九州市立藤木小学校（きたきゅうしゅうしりつ ふじのきしょうがっこう）は、福岡県北九州市若松区今光1丁目にある市立小学校。

## 沿革
- 1875年2月 - 藤木小学校開校。
- 1883年10月 - 若松小学校分校となる
- 1887年9月 - 若松小学校から独立
- 1890年 - 通学区域に二島の一部を加える
- 1892年 - 藤ノ木尋常小学校に改称
- 1907年10月 - 若松町立藤木尋常高等小学校に改称
- 1909年 - 若松町立藤木尋常小学校に改称
- 1914年4月 - 若松市立藤木尋常高等小学校に改称
- 1918年 - 現在地に移転開校
- 1939年 - 若松市立藤木尋常小学校に改称
- 1941年 - 若松市立藤木国民学校に改称
- 1947年 - 若松市立藤木小学校に改称
- 1954年 - 二島分校開校
- 1955年 - 二島小学校が独立
- 1963年2月10日 - 北九州市立藤木小学校に改称

## 概要

### 校区
- 赤岩町の一部・赤島町・今光1-3丁目・童子丸1-2丁目・童子丸町・西天神町の一部・藤ノ木1-3丁目・宮丸1丁目の一部・宮丸2丁目・百合野町・用勺町・大字藤木の一部・大字二島の一部

### 卒業後の進路
- 北九州市立石峯中学校

## 周辺の施設
- 北九州市立石峯中学校
- 今光西公園

## 周辺の道路
- 国道199号